# سنگ‌چشم-کوکوی نواری
سنگ‌چشم-کوکوی نواری (به لاتین: Coracina lineata ) که سنگ‌چشم-کوکوی چشم‌زرد نیز نامیده می‌شود، گونه‌ای پرنده از تیرۀ سنگ‌چشم-کوکویان (Campephagidae) است. این گونه در شرق استرالیا ، اندونزی ، پاپوآ گینه نو و جزایر سلیمان یافت می‌شود.